# Gare de Villereversure
Gare de Villereversure vasútállomás Franciaországban, Villereversure településen.

## Vasútvonalak
Az állomást az alábbi vasútvonalak érintik:
- Bourg-en-Bresse-Bellegarde-vasútvonal

## Kapcsolódó állomások
A vasútállomáshoz az alábbi állomások vannak a legközelebb:
- Gare de Simandre-sur-Suran
- Gare de Ceyzériat